# Nymphicilichus perezae
Nymphicilichus perezae är en spindeldjursart som beskrevs av Mironov och Galloway 2002. Nymphicilichus perezae ingår i släktet Nymphicilichus och familjen Pterolichidae. Inga underarter finns listade i Catalogue of Life.